# Lothaire Bluteau
Lothaire Bluteau (Montreal, 14 de abril de 1957) é um ator Canadense. Ele nasceu em Montreal, Quebec e atua tanto falando Francês como falando Inglês. Teve um papel recorrente como Marcus Alves na terceira temporada da série de televisão 24 horas. Na quarta temporada de The Tudors, interpretou Charles de Marillac, o embaixador Francês da corte do Rei Henrique VIII. Em julho de 2014, foi anunciado como escalado para interpretar o imperador Franco Charles o Simples na série Vikings do History Channel.

## Prêmios
Bluteau venceu o Genie Award for Best Performance by an Actor in a Leading Role pelo seu trabalho em Jésus de Montréal em 1990 e foi nomeado para o mesmo prêmio em 1996 pelo seu trabalho no filme Le Confessionnal.  Ele foi nomeado para o AFI Award na categoria Melhor Ator por seu trabalho em Black Robe.
Bluteau venceu o prêmio de Melhor Ator no Gijón International Film Festival em 1997 pelo seu trabalho em Bent.

## Filmografia selecionada
- Les Fils de la liberté, 1980 (ator; TV)
- Jeune délinquant, 1980 (ator; TV, 3 episódios)
- Rien qu’un jeu, 1983 (ator)
- Un Gars d’la place, 1983 (ator)
- Les Années de rêves, 1984 (ator)
- Les Enfants mal aimés, 1984 (ator)
- Un Gars d’la place, 1985 (ator)
- Sonia, 1986 (ator)
- Miami Vice series, 1986 (ator; TV, 1 episódio)
- Les Fous de bassan, 1987 (ator)
- La Nuit avec Hortense, 1987 (ator)
- Bonjour Monsieur Gaugin, 1988 (ator)
- Mourir, 1988 (ator)
- La Nuit avec Hortense, 1988 (ator)
- Jésus de Montréal, 1989 (ator)
- Black Robe, 1991 (ator)
- The Persistence of Memory, 1991 (ator)
- Orlando, 1992 (ator)
- The Silent Touch, 1992 (ator)
- Mrs. ‘Arris Goes to Paris, 1992 (ator; TV)
- Le Confessionnal, 1995 (ator)
- Other Voices, Other Rooms, 1995 (ator)
- I Shot Andy Warhol, 1996 (ator)
- Nostromo, 1997 (ator; TV)
- Bent, 1997 (ator)
- Conquest, 1998 (ator)
- Animals (and The Tollkeeper), 1998 (ator)
- Shot Through the Heart, 1998 (ator; TV)
- Senso unico, 1999 (ator)
- Dead Aviators, 1999 (ator; TV)
- Law & Order: Special Victims Unit, 1999 (ator, TV; 1 episódio)
- Restless Spirits, 1999 (ator; TV)
- Urbania, 2000 (ator)
- Oz (telessérie)|Oz]], 2000 (ator; TV, 1 episódio)
- Solitude, 2001 (ator)
- Law & Order: Criminal Intent, 2001 (ator; TV, 1 episódio)
- Dead Heat, 2002 (ator)
- Julie Walking Home, 2002 (ator)
- Law & Order: Special Victims Unit, 2003 (ator; TV, 1 episódio)
- On Thin Ice, 2003 (ator; TV)
- 24 horas, 2004 (ator; TV, 5 episódios)
- Gérald L’Ecuyer: A Filmmaker’s Journey, 2004 (ator; TV)
- Third Watch, 2004 (ator; TV, 1 episódio)
- Desolation Sound, 2005 (ator)
- Law & Order: Trial by Jury, 2006 (ator; TV, 1 episódio)
- Disappearances, 2006 (ator)
- Walk All Over Me, 2007 (ator)
- Race to Mars mini-série (ator)
- The Funeral Party, 2007 (ator)
- Missing, 2012 (ator) 1 episódio
- The Storm Within (Rouge sang), 2013
- Law & Order: Special Victims Unit, 2014 (ator; TV, 1 episódio)
- Vikings, 2015-presente (ator; TV)
- Regression, 2015 (ator)